# Blossom Dearie
Pour les articles homonymes, voir Blossom.
 (juillet 2020).
Blossom Dearie (28 avril 1924 - 7 février 2009) est une chanteuse et pianiste de jazz américaine.
Excellant particulièrement dans le style bebop, elle est reconnaissable à sa voix fraîche et enfantine ainsi qu'à un jeu au sens harmonique raffiné, au ressort rythmique impeccable, au toucher précis et délicat.

## Premiers pas
Margrethe Blossom Dearie est née à East Durham, dans l'État de New York, d'un père d'origine écossaise et irlandaise et d'une mère d'origine norvégienne. Elle aurait reçu le nom de Blossom parce qu'un voisin lui avait livré des fleurs de pêcher à son domicile, le jour de sa naissance. Il a aussi été dit que ce sont ses frères qui avaient apporté des fleurs, des fleurs de poirier, à la maison.
Enfant, elle étudie le piano classique : elle affectionne particulièrement les harmonies de Claude Debussy mais finit par  se tourner vers le jazz à l'adolescence.
Après le collège, elle déménage à New York pour commencer sa carrière. Là-bas, elle abandonne son premier prénom et commence par accompagner Tony Bennett, au Chantilly, un club de Greenwich Village. Elle côtoie et devient amie avec le trompettiste Miles Davis, l'arrangeur Gil Evans, le pianiste John Lewis ou le saxophoniste Gerry Mulligan. Elle chante dans différents groupes comme The Blue Flames (avec le Woody Herman Orchestra) et The Blue Reys (avec l'Alvino Rey's Band) avant de se lancer dans une carrière solo.
En 1952, elle déménage à Paris à l'invitation de Nicole et Eddie Barclay. Elle forme, avec Christine Legrand, soeur de Michel Legrand et sous la houlette d'Eddie Barclay, Les Blue Stars, un octuor de jazz vocal qui se fait connaître en France et aux États-Unis avec le succès de La Légende du pays aux oiseaux (1954), fine adaptation par Jean Constantin enrichie d'arrangements de Michel Legrand, de la chanson Lullaby of Birdland de George Shearing.
Elle rencontre dans la capitale française son futur mari, le saxophoniste et flûtiste belge Bobby Jaspar. C'est également à Paris que l'impresario Norman Granz l'entend et la fait signer chez Verve Records. Une fois Blossom Dearie retournée aux États-Unis en 1956, les Blue Stars continuent à enregistrer pendant deux ans sous la houlette de Mimi Perrin.
Sur son premier album solo, sorti en 1956, elle joue du piano mais ne chante pas. L'une des chansons les plus connues de cette période est The Riviera, écrite et composée par Cy Coleman et Joseph McCarthy Jr. en 1956.

## La fin des années 1950 et les années 1960
Revenue aux États-Unis, Dearie - chanteuse et pianiste - enregistre pour Verve Records jusqu'au début des années 1960 la plupart du temps avec trio ou quartet.
En 1964, elle enregistre avec un orchestre May I Come In ? Cet album sorti sous le label Capitol Records demeure son plus connu. Chose nouvelle, elle y est accompagnée d'un orchestre.
À cette période, Blossom joue fréquemment dans les clubs new-yorkais où elle affine et impose son propre style.
En 1966, elle fait sa première apparition au Ronnie Scott's à Londres. Elle devient rapidement populaire et se produit sur scène et dans les émissions de télé, apparaissant aux côté de Peter Cook et Duddley Moore. Elle enregistre quatre albums en Grande-Bretagne, parus sous le label Fontana dans les années 1960.

## Les années 1970 et après…
Après avoir que son contrat ait été rompu une deuxième fois, Dearie crée son propre label, “Daffodil Records”, en 1974. Il lui permet un meilleur contrôle dans l’enregistrement et la distribution de ses albums.
Sa voix se fait entendre sur de nombreuses bandes originales de films. Elle enregistre également avec différents musiciens comme Bob Dorough (en) et Lyle Lovett.
Dans les années 1990 et 2000, elle joue et chante de façon régulière dans des clubs de Londres et de New York.
Elle se produit pour la dernière fois en public en 2006 (au "Danny’s Skylight Room" de New York), bien que, l'année précédente, elle ait ralenti ses activités pour raisons de santé.
Le 7 février 2009, après une longue maladie, Dearie est décédée dans son sommeil de causes naturelles dans son appartement de Greenwich Village, selon son représentant et manager Donald Schaffer. Elle a été incinérée et ses cendres ont été inhumées au National Memorial Park, à Falls Church, en Virginie.
En mai 2007, la chanteuse australienne Kylie Minogue confiait que Dearie avait été une source d’inspiration pour certaines chansons de son dernier album. D'autres artistes comme Feist et Ravyn Lenae la proclame comme l'une de leurs sources d'inspirations. Les Fugees et De la Soul ont samplé ses musiques et le label de Jack White a réédité son oeuvre.

## Discographie

### Dans le cadre des Blue Stars
- The Blue Stars of France: Lullaby In Birdland and Other Famous Hits (EmArcy / Mercury, 1954)

### Albums solo
- Blossom Dearie plays April in Paris (Barclay, 1955-1956) - Piano seulement
- Blossom Dearie Verve, 1956
- Give Him The Ooh-La-La (en) (Verve, 1957)
- Once Upon a Summertime (en) (Verve, 1958) MGVS-6020
- Sings Comden and Green (en) (Verve, 1959)
- My Gentleman Friend (Verve, 1959)
- Soubrette Sings Broadway Hit Songs (en) (Verve, 1960)
- Blossom Dearie Sings Rootin' Songs (DIW, 1963)
- May I Come In? (Capitol, 1964)
- Blossom Time At Ronnie Scott's (Fontana, 1966)
- Sweet Blossom Dearie (Fontana, 1967)
- Soon It's Gonna Rain (Fontana, 1967)
- That's Just The Way I Want To Be (Fontana, 1970)
- Blossom Dearie Sings (Daffodil, 1974)
- 1975: From The Meticulous to the Sublime (Daffodil, 1975)
- My New Celebrity Is You (2 LPs, Daffodil, 1976)
- Winchester In Apple Blossom Time (2 LPs, Daffodil, 1977)
- Needlepoint Magic (Daffodil, 1979)
- Simply Vol. 6 (Daffodil, 1983)
- Positively Vol. 7 (Daffodil, 1983)
- Et Tu Bruce (Daffodil, 1984)
- Chez Wahlberg (Daffodil, 1985)
- Songs Of Chelsea (Daffodil, 1987)
- Tweedledum & Tweedledee (Daffodil, 1991)
- Christmas Spice So Very Nice (Daffodil, 1994)
- Me and Phil (EMI, 1994)
- Blossom's Planet (Daffodil, 2000)
- It's Alright to Be Afraid - single (Daffodil, 2003)

### Compilations
- Our Favorite Songs (Daffodil, 1996)
- I'm Hip (Daffodil, 1998)
- The Pianist (Gitanes Jazz, 2002), réédition en CD de 2 albums Jazz sweet (1955), Les Blue Stars, Lullaby of Birdland (1954)

### Collaboration avec d'autres artistes
- Rodgers & Hart Revisited Volume III
- Kurt Weill Revisited Volume II
- Frank Loesser Revisited
- Cole Porter Revisited Volume IV
- Irving Berlin Revisited
- Hold On To Your Hats (Complete Score)
- Unpublished Cole Porter Volume II
- Rodgers & Hart Revisited Volume IV
- Harold Arlen & Vernon Duke Revisited Volume II
- Ira Gershwin Revisited
- Oscar Hammerstein Revisited
- Arthur Schwartz Revisited
- Vernon Duke Revisited
- Rodgers & Hart Revisited Volume II
- Alan Jay Lerner Revisited
- Vincent Youmans Revisited
- DeSylva, Brown & Henderson Revisited Volume I
- Harold Arlen Revisited

## Filmographie
- 2004 : Marie and Bruce de Tom Cairns : Gwendolyn